# Kiss Csaba (rendező)
Kiss Csaba (Marosvásárhely, 1960. augusztus 31. –) Jászai Mari-díjas rendező és József Attila-díjas drámaíró, dramaturg, egyetemi tanár.

## Életpályája
Szülei: Kiss Dénes és Szopos Gizella. A Bolyai Farkas Líceumban érettségizett. 1979–1984 között a kolozsvári Babeș–Bolyai Tudományegyetem elméleti fizika szakán tanult. 1985-ben települt át Magyarországra. 1986–1988 között az Európa Könyvkiadó és a Gondolat Könyvkiadó lektora volt. 1987–1992 között a Színház- és Filmművészeti Főiskola dramaturg szakán tanult. 1989-től az Erdélyi Tudósítások főszerkesztője. 1992–1993 között a Miskolci Nemzeti Színház igazgató-helyetteseként dolgozott. 1994 óta a Színház- és Filmművészeti Főiskola oktatója, docense. 1994–1998 között a Győri Nemzeti Színház Padlásszínházának művészeti vezetője volt. 1998–2001 között az Új Színház rendezője, 2000–2001 között művészeti  volt. 2005 óta a Drámaíró Kerekasztal egyik alapítója, ügyvivője. 2009–2010 között a marosvásárhelyi Színművészeti Egyetem drámaírás tanára volt. 2012 és 2015 között a Miskolci Nemzeti Színház ügyvezető igazgatója. 2016 óta a Bukaresti Színház- és Filmművészeti Egyetem (UNATC) vendégoktatója. Felesége: Györgyi Anna színésznő. Két lányuk van, Kiss Anna Gizella (2000) és Kiss Léna (2006)

## Színházi munkái
A Színházi Adattárban regisztrált bemutatóinak száma: rendezőként: 44, szerzőként: 40.

### Rendezőként
| - William Shakespeare: Hamlet (1994) - Beckett: Godot-ra várva (1995) - Molière: Molière-város avagy a Nők iskolája (1995) - William Shakespeare: Macbeth (1996) - Carlo Goldoni: A legyező (1996, 1999, 2003, 2008) - Tennesse Williams: A vágy villamosa (1996) - Csehov - KIss Csaba: De mi lett a nővel? (1997) - Kiss Csaba: Shakespeare király drámák avagy, ritkán hagyja el dögben rakott sejtjét a méh (1997) - Leszkov - Kiss Csaba: Kisvárosi Lady Macbeth (1998) - Cain: A postás mindig kétszer csenget (1998) - Büchner: Woyzeck (1999) - William Shakespeare: Othello (1999) - Carlo Goldoni: A szégyentelenek (1999) - Jarry: Übü király (2000) - Szomory Dezső: Hermelin (2000) - Csehov - Kiss Csaba: Csehov szerelmei (2002) - Kiss Csaba: Hazatérés Dániába (2002) - Antonioni: A szakítás (2003) - Kiss Csaba: Esti próba - Zampano és Gelsomina (2003) - Tolsztoj - Kiss Csaba: Anna Karenina (2004) - Kiss Csaba: Hazatérés Dániába (2004) - Kiss Csaba: Kun László (2007) - KIss Csaba (Laclos nyomán): Veszedelmes viszonyok (2007) - Csehov - Kiss: A szerelmes hal (2008) - Csehov: Sirály (2008) - Ibsen: Solness építőmester (2008) - Vian: Mindenkit megnyúzunk (2009) - Kiss Csaba: Esti próba - Zampano és Gelsomina (2009) - Szigarjev: Guppi (2010) - Kiss Csaba (Dumas nyomán) A kaméliás hölgy (2010) - Kiss Csaba: A dög (2010) - Jarry: Übü király és a magyarok (2011) - Tennessee. Williams: A vágy villamosa (2012) - Shakespeare: Hamlet (2013) - Csehov: Sirály (2014) - Shakespeare: IV. Henrik (2014) - Ingmar Bergman: Szenvedély (2016) - Házasság Palermóban (2017) - Goldoni nyomán - Kiss Csaba: Hazatérés Dániába (2018) - Shakespeare: Othello (2018) ,* Boris Vian: Tajtékos dalok (2019) - Kiss Csaba – Kovács Adrián – Müller Péter Sziámi – Veszedelmes viszonyok (Laclos nyomán) (2022) - Márai Sándor: Kaland (2022) - Tennesse Williams: A vágy villamosa (2022) |

### Szerzőként
| - De mi lett a nővel? (1997, 2002, 2004, 2007, 2010, 2012) - Shakespeare király drámák avagy, ritkán hagyja el dögben rakott sejtjét a méh (1997) - Animus és Anima (1997) - Kisvárosi Lady Macbeth (1998) - A postás mindig kétszer csenget (1998) - Csehov szerelmei (2002) - Esti próba - Zampano és Gelsomina (2002-2003, 2009-2010) - Hazatérés Dániába (2002, 2004, 2010) - A szakítás (2003) - A dög (2004, 2010) - Világtalanok (2004, 2008) | - Anna Karenina - (Lev Tolsztoj nyomán - 2004) - Tahiti (2005) - Kun László (2007) - Veszedelmes viszonyok (Laclos nyomán - 2007, 2011) - A szerelmes hal (2008) - A kaméliás hölgy (A. Dumas nyomán - 2010) - Übü király és a magyarok - (Jarry nyomán - 2011) - Falstaff halála (filmforgatókönyv -2021) - JÚDÁS (2021) |

## Művei
- Animus és Anima (színmű)
- Esti próba
- A dög
- Hazatérés Dániába (tragédia)
- Világtalanok (ballada)
- Világtalanok. Öt dráma (2004)
- Hazatérés Dániába. Színművek; Mentor Könyvek, Marosvásárhely, 2016
- A dög. Öt dráma; Mentor Könyvek, Marosvásárhely, 2017
- Intoarcerea la Elsinore (négy dráma), Bucuresti, 2017
- Iubirile lui Cehov (Négy dráma) Marosvásárhely, 2020

## Díjai
- Szép Ernő-jutalom (1998)
- Jászai Mari-díj (2000)
- József Attila-díj (2010)